# Vall de Lord
La Vall de Lord és la zona nord-oriental de la comarca del Solsonès. Està constituïda per la vall de la capçalera del riu Cardener, la vall de la segona meitat del curs de l'Aigua de Valls i tot un reguitzell de valls laterals dels corrents fluvials que aboquen les seves aigües a aquests dos rius.
Actualment hom considera que comprèn la totalitat dels termes municipals de la Coma i la Pedra i Sant Llorenç de Morunys, la major part del de Guixers (en quedarien exclosos l'extrem occidental del municipi –a partir de Coll de Jou–, que pertany a la conca de la Ribera Salada, i l'extrem oriental –a partir del Coll de la Pera–, que pertany a la conca de l'Aigua d'Ora) i la part nord-occidental del municipi de Navès, que pertany a les conques dels dos rius citats fins a la presa de la Llosa del Cavall. Això vindria a representar una extensió que rondaria els 150 km². Antigament, però, abastava una extensió força més gran, ja que incloïa pràcticament la totalitat del municipi de Navès i, fins i tot, territoris de la banda oriental del Berguedà.

## Etimologia

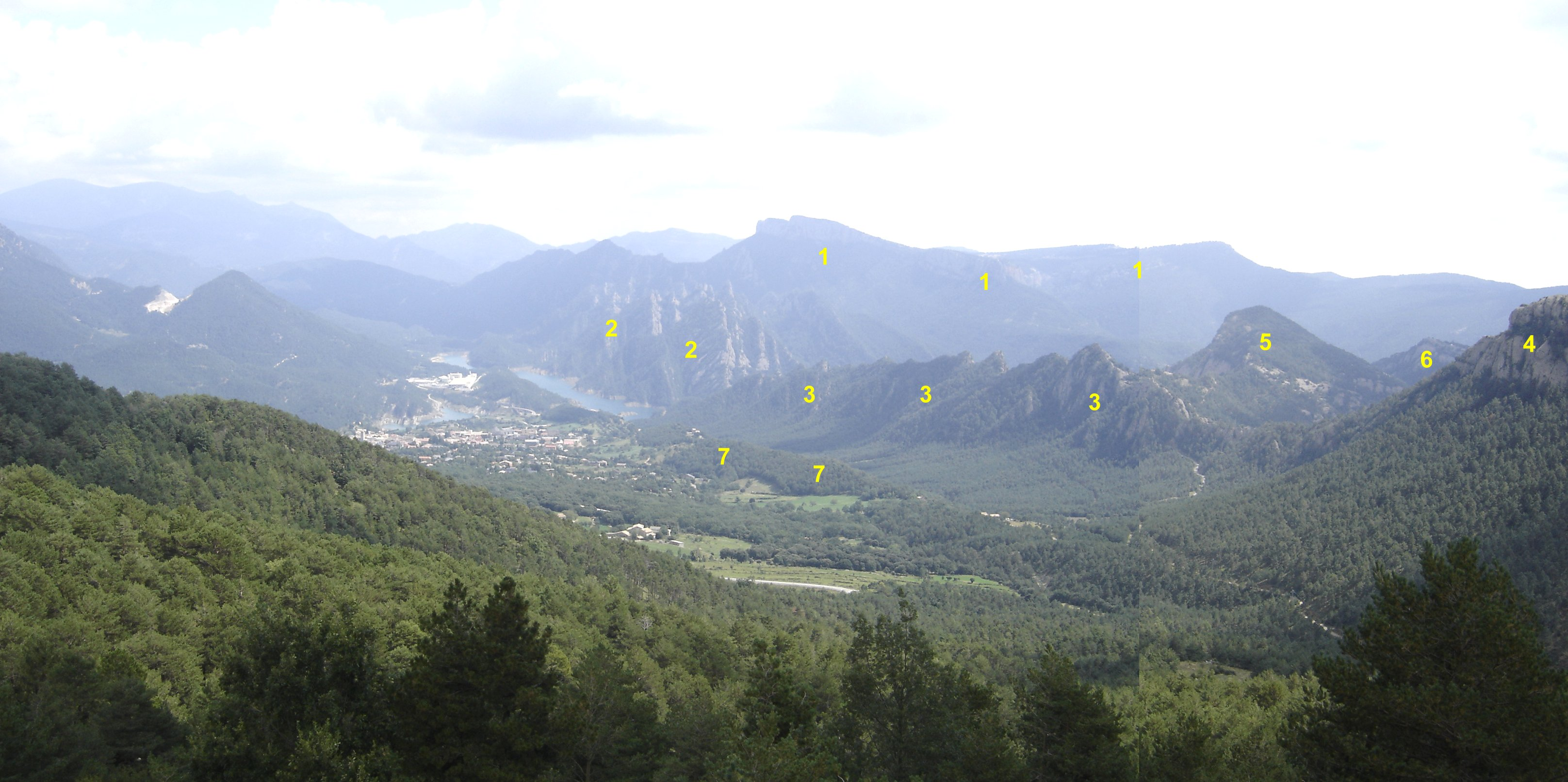
La part central de la Vall de Lord amb la seva capital, Sant Llorenç de Morunys.

El topònim es remunta a l'època romana. Així ho testimonien documents dels segles ix i x que fan referència al pagus lordensis romà. A l'acta de consagració de la catedral de la Seu d'Urgell (any 839) s'hi cita Deinde ipsa parrocias de Valle Lordensi. En documents posteriors apareix amb diverses formes: Sancta Maria Lordensis (992), Valle de Lordo (1023) Valle de Lordo i Vallelordo (1068), rupe de Lurdo (1068), Rocha de Lort i Val de Lord (1087), Valle Lordense (1103), Vallislurdi (1336), Vayll de Lort (1483).
Des de finals del segle xvii es comença a escriure l'Hort, (fins i tot s'havia adoptat el prenom Hortènsia referit a la Mare de Déu de l'Hort) però a partir dels primers anys del segle xx i, sobretot, a partir dels anys cinquanta es retorna al topònim Lord.
L'historiador Antoni Bach és de l'opinió que, donat de la Vall de Lord (especialment la Vall de Lord Sobirana) conté bon gruix de terrenys d'al·luvió que és arrossegat pels rius en dies de pluja el topònim fa referència al fet que es tracta d'una contrada llorda. Val a dir, però, que no especifica a quina de les quatre possibles accepcions ("brut", "lleig", "feixuc" i "escabrós, accidentat") que, segons el DCVB pot tenir el qualificatiu llord es refereix. En qualsevol cas, sí que deixa clar que sembla que ens trobem en la mateixa etimologia de Lorda del Bigorre.

## Els límits antics
En la ja esmentada acta de consagració de la catedral de la Seu d'Urgell, després de referir-se al ja dit Valle Lordensi, a continuació s'hi troben citades les següents setze parròquies: La Pedra, Argilers (?¿), Sisquer, Llinàs, Montcaut, La Corriu, Mirapolt, Terrers (?¿), Taravail, el Cint, Correà, Tentellatge, Vall d'Ora, la Mora, La Selva i Besora.
A l'arxiu de la catedral de Santa Maria de Solsona s'hi troben citades com a esglésies de la Vall de Lord les següents: Santa Cecília de Serres, Sant Pere de Graudescales, el cenobi de Sant Llorenç de Morunys, la parròquia de Posada, Santa Maria de Vall de Lord, de Roca de Lord, de Lord, Santa Coloma, parròquia de Besora, Sant Miquel de Marsinyac, parròquia de la Selva, Sant Sadurní de Ginebres, Sant Ponç, parròquia de Sant Martí de Tarascó, Santa Marguerida de Navès, Sant Martí de Guixers, Santa Creu de Guilanyà, Sant Martí de les Serres, Sant Sadurní de Grau i Sant Climent de la Selva.
El 10 de gener de l'any 1068 el comte d'Urgell Ermengol IV va atorgar als habitants d'aquesta contrada una carta de franquesa mitjançant la qual els alliberava de qualsevol cens alhora que els autoritzava a elegir ells mateixos el seu rector. En aquest document es citen els límits del Vallelordo: per l'orient hi ha el riu de Cusa i el termenat baixa per sota els cingles cap al grau de Terrers (Capolat); passa pel Coll de Montmajor (en altres documents posa pel Coll de l'Alzina); continua fins a la Selva Sembrada, que està a l'extrem meridional, tocant al terme de Cardona; en altres documents de 1103 i 1183, entre el Coll de l'Alzina i Selva Sembrada hi cita Sancta Maria de Sodorbano, que era el terme de la parròquia de Sorba. Per la banda de ponent només posa el termenat de Sant Ponç i puja fins a Kanelas (Canalda); puja el Puig Altell i el torrent d'Agrevolet fins a la Serra de Cordes (això seria el Codó i el Port del Comte), passa cap al port de Tuixent i puja al Coll de Prat d'Albes; dona el tomb i baixa per Jovell de Dd.º; aquest mot consta en un pergamí que és una transcripció de 1209; en la transcripció del cartoral sembla que posi davit; El Coll de la Creu de Jovells està al nord de Sisquer

## Fauna
- Llista d'ocells de la Vall de Lord
- Llista de mamífers de la Vall de Lord
- Llista de rèptils de la Vall de Lord

## Comunicacions
La Vall de Lord, encara que situada al Solsonès, ha estat tradicionalment més ben comunicada amb el Berguedà, per això, els habitants d'aquestes contrades tenien més relació amb la comarca veïna que amb la pròpia. Arribar a Solsona (abans que fessin la carretera nova de Solsona a Sant Llorenç de Morunys per la Llosa del Cavall), era complicat perquè s'havia de passar per Coll de Jou, al Port del Comte, i per això era menys difícil anar a mercat a Berga (tot i que Déu n'hi dó…). Per aquest motiu el dialecte de la Vall de Lord s'assembla més al català central, amb un lèxic i una fonètica que estan més propers de la parla berguedana que de la de transició al nord-occidental que es troba a Solsona.